# Исключение (фильм)
«Исключение» (англ. Exception) — военная драма 2016 года, ставшая режиссёрским дебютом Дэвида Лево. Фильм снят по роману Алана Джадда «Последний поцелуй кайзера», сценарий написал Саймон Бёрк.
В 2014 году компания Egoli Tossell Film объявила о начале разработки сценария по роману Джадда. Мировая премьера фильма состоялась на Международном кинофестивале в Торонто в 2016 году. 2 июня 2017 года фильм был выпущен ограниченным тиражом и на сервисах видео по запросу на каналах A24 и DirecTV Cinema в США. Фильм был выпущен 2 октября 2017 года в Великобритании.

## Сюжет
Во время Второй мировой войны капитана Вермахта Штефана Брандта (Джай Кортни) назначают личным телохранителем свергнутого германского императора Вильгельма II (Кристофер Пламмер) в его поместье Дорн, расположенном на территории оккупированной Голландии. Нацистские власти обеспокоены тем, что шпионы союзников могут планировать убийство бывшего кайзера.
Прибыв в поместье, Брандт получает от адъютанта кайзера полковника Зигурда фон Ильземана (Бен Дэниелс) приказ не вступать в интимные отношения с прислугой. Несмотря на это, капитан закручивает роман с горничной Микой де Йонг (Лили Джеймс). Вскоре Мика признаётся Брандту, что она — еврейка.
Инспектор гестапо Дитрих (Марк Декстер) сообщает Брандту, что у британской секретной службы есть агент с рацией где-то в соседней деревне, и просит Брандта выяснить, кто является вторым агентом в доме кайзера.
В поместье ожидают приезда командующего СС Генриха Гиммлера (Эдди Марсан). Брандт замечает запах ружейного масла в комнате Мики. Капитан следует за горничной до деревенской церкви, где она встречается с пастором (Крис Куппенс). В разговоре со священником Мика признаётся, что готова убить Гиммлера в отместку за то, что эсэсовцы убили её отца и мужа. Пастор объясняет, что убийство Гиммлера не является их миссией.
Эсэсовцы засекают радиопередачи пастора, арестовывают и пытают его, требуя назвать имя другого шпиона. Жена Вильгельма Гермина (Джанет Мактир) ревнует мужа к Мике и рассказывает ему о романе Брандта и горничной. Гермина ожидает, что Вильгельм уволит Мику и отдаст Брандта под трибунал, но он отвечает, что в собственном доме решение будет принимать самостоятельно. Оставшись со Штефаном и Микой наедине, Вильгельм говорит любовникам, что был отцом незаконнорождённых детей до и после женитьбы на своей первой жене, императрице. Он приказывает любовникам исполнять свои обязанности и быть более осторожными.
Во время запланированного обыска дома перед приездом Гиммлера Брандт сам обыскивает комнату Мики, чтобы защитить её. В поместье прибывает Гиммлер. Брандт узнаёт, что пастор раскрыл личность Мики, и убеждает её бежать, но она отказывается, настаивая на том, что у неё есть миссия.
Гиммлер передаёт Вильгельму приглашение Адольфа Гитлера вернуться на свой прежний трон в Берлине. Затем он встречается с Брандтом и Дитрихом, сообщает им, что приглашение является блефом и предназначено для того, чтобы выманить и казнить антинацистских монархистов. Гермина вне себя от радости при мысли, что наконец–то станет императрицей Германии, но Вильгельм обеспокоен хвастовством Гиммлера об эвтаназии детей-инвалидов, и его представления о нацистской Германии меняются.
Когда Брандт спрашивает фон Ильземана, может ли офицер служить чему-то, кроме своей страны, полковник отвечает: «Сначала вы должны решить, что такое ваша страна и существует ли она вообще». Брандт делает паузу, затем рассказывает фон Ильземану о планах Гиммлера в отношении сторонников кайзера.
Мика завершает свою миссию, доставляя Вильгельму послание от Уинстона Черчилля, предлагающего кайзеру политическое убежище в Великобритании и трон побеждённой Германии после войны. Вильгельм отказывается.
Когда гестапо приближается к Мике, Брандт разрабатывает план побега. Вильгельм, Мика и Брандт убегают в фургоне, а кайзер притворяется, что у него сердечный приступ. В процессе Брандт убивает Дитриха и ещё одного офицера СС. Мика просит Брандта бежать вместе с ней, опасаясь, что его казнят за убийства. Брандт настаивает, что у него есть долг перед Германией и хорошее алиби. Когда Мика уходит, Брандт просит её выйти за него замуж. Она соглашается и просит найти её после войны.
Некоторое время спустя Брандт работает за письменным столом в Берлине. Ему доставляют посылку, в которой находится книга сочинений Фридриха Ницше, которую ему когда-то показывала Мика. Внутри указан лондонский адрес. В Лондоне беременная Мика сидит на скамейке в парке, когда ей сообщают, что Черчилль готов её принять. В Утрехте фон Ильземан сообщает Вильгельму, что Брандт позвонил из Берлина с замечательными новостями. Понимая, что Мика сбежала в Британию, Вильгельм вне себя от радости.

## В ролях
- Лили Джеймс — Мика де Йонг
- Джей Кортни — капитан Стефан Брандт
- Джанет Мактир — принцесса Эрмин Ройсс из Грайца
- Кристофер Пламмер — кайзер Вильгельм II
- Эдди Марсан — Генрих Гиммлер

## Производство
21 мая 2014 года компания Egoli Tossell Film сообщила, что в разработке находится экранизация романа Джадда. На Каннском кинофестивале 2015 года компания Lotus Entertainment провела международные продажи фильма, ранее называвшегося «Последний поцелуй кайзера».

### Съёмки
11 сентября 2015 года стало известно, что съёмки фильма уже идут в Бельгии. Фильм был снят за 33 дня в разных местах Бельгии в 2015 году. Интерьеры замка снимались в замке Леувергем во Фландрии.

## Выпуск
В октябре 2016 года A24 и DirecTV Cinema приобрели права на кинопоказ фильма в США. Фильм вышел 2 июня 2017 года. Стал фильмом закрытия кинофестиваля в Ньюпорт-Бич в 2017 году, где игра Лили Джеймс была названа «настоящим прорывом» соучредителем и генеральным директором фестиваля Греггом Швенком. Фильм вышел на DVD и Blu-ray в США 8 августа 2017 года.

### Приём критиков
Сайт-агрегатор обзоров Rotten Tomatoes сообщает, что рейтинг одобрения составляет 74% на основе 57 обзоров, со средней оценкой 6,18 / 10. Metacritic даёт фильму оценку 60 из 100 на основании отзывов 15 критиков, что указывает на «смешанные или средние отзывы».